# Grisélidis
Grisélidis es una ópera (descrita como un conte lyrique) en tres actos y un prólogo con música de Jules Massenet y libreto en francés de Armand Silvestre y Eugène Morand. Se basa en la obra homónima de los mismos autores que se representó por vez primera en la Comédie-Française el 15 de mayo de 1891, que se basa en el relato medieval de la "paciente Grissil". La historia se ambienta en la Provenza del siglo XIV, y se refiere a la pastora Grisélidis, y una serie de intentos del demonio de atraerla a la infidelidad. La lealtad de Grisélidis hacia su esposo, el Marqués, es fuerte, sin embargo, y el demonio es desterrado.
Massenet empezó la composición en 1894, terminándolo a finales de aquel año, pero revisándolo en el otoño de 1898 antes de tratar una producción potencial con Albert Carré. Fue estrenada en la Opéra-Comique en París el 20 de noviembre de 1901, con Lucienne Bréval en el rol titular. La pieza logró 50 representaciones en los primeros seis meses en la Opéra-Comique, fue retirada del repertorio en 1906, y en medio siglo se vio allí 73 veces. La ópera se representó en Niza, Argelia, Bruselas y Milán en 1902; en Marsella en 1903 y 1950, y en la Ópera de París en 1922. Aunque no es parte del actual repertorio operístico, más recientemente se ha visto en Wexford (1982), Estrasburgo y Lieja (1986) y Saint-Etienne (1992 en concierto).
En las estadísticas de Operabase aparece con una representación en el período 2005-2010.
Según Rodney Milnes, Grisélidis en sus propios términos, es una de las más exitosas óperas de Massenet y no merece ser despreciada: la acción se mueve con rapidez, la instrumentación es económica y delicada, y las melodías sin restricciones, con una hábil mezcla de comedia y sentimiento, y un rol titular vocalmente gratificante.